# Tuffi ai Giochi della XVIII Olimpiade - Trampolino 3 metri maschile
Il concorso dei tuffi dal trampolino 3 metri maschile dei Giochi olimpici di Tokyo 1964 si è svolto allo Yoyogi National Gymnasium dal 12 al 14 ottobre 1964. Alla competizione hanno partecipato 27 atleti, provenienti da 16 differenti nazioni.
Gli atleti che hanno ottenuto il miglior punteggio nel turno preliminare si sono qualificati alla finale che ha attribuito le medaglie.
Il concorso ha visto prevalere gli atleti della nazionale statunitense che hanno guadagnato tutte e tre medaglie in palio: oro a Kenneth Sitzberger, argento a Frank Gorman e bronzo a Lawrence Andreasen.

## Formato
La competizione è stata divisa in due fasi:
1. Preliminare (12–13 ottobre)
I tuffatori hanno eseguito cinque tuffi obbligatori con limiti di difficoltà e due tuffi liberi senza limiti di difficoltà. I migliori otto atleti hanno avuto accesso alla fase di finale.
2. Finale (14 ottobre)
I tuffatori hanno eseguito tre tuffi liberi senza limiti di difficoltà.

La classifica finale è stata determinata dalla somma dei punteggi del turno preliminare e della finale.

## Risultati

### Preliminare
| Pos. | Atleta             | Nazione          | Totale | Tuffi | Tuffi | Tuffi | Tuffi | Tuffi | Tuffi | Tuffi |
| Pos. | Atleta             | 1º               | Totale | 2º    | 3º    | 4º    | 5º    | 6º    | 7º    |       |
| ---- | ------------------ | ---------------- | ------ | ----- | ----- | ----- | ----- | ----- | ----- | ----- |
| 1    | Frank Gorman       | Stati Uniti      | 105,99 | 11,84 | 13,60 | 15,58 | 11,40 | 13,68 | 20,80 | 19,09 |
| 2    | Lawrence Andreasen | Stati Uniti      | 100,31 | 11,52 | 12,75 | 14,44 | 10,95 | 13,49 | 17,28 | 19,88 |
| 3    | Kenneth Sitzberger | Stati Uniti      | 98,66  | 11,68 | 12,07 | 12,92 | 10,65 | 12,54 | 19,76 | 19,04 |
| 4    | Mikhail Safonov    | Unione Sovietica | 94,06  | 11,20 | 12,07 | 13,68 | 10,35 | 12,54 | 15,86 | 18,36 |
| 5    | Boris Polulyakh    | Unione Sovietica | 92,94  | 11,36 | 11,56 | 13,87 | 9,90  | 11,59 | 18,46 | 16,20 |
| 6    | Göran Lundqvist    | Svezia           | 91,77  | 10,56 | 11,05 | 12,54 | 9,10  | 13,68 | 18,20 | 16,64 |
| 7    | Vladimir Vasin     | Unione Sovietica | 91,24  | 11,04 | 11,73 | 13,87 | 9,30  | 12,54 | 12,48 | 20,28 |
| 8    | Hans-Dieter Pophal | Germania         | 91,16  | 11,20 | 11,56 | 13,30 | 10,20 | 13,30 | 15,36 | 16,24 |
| 9    | John Candler       | Gran Bretagna    | 90,69  | 10,88 | 12,07 | 10,26 | 10,50 | 12,54 | 17,16 | 17,28 |
| 10   | Franco Cagnotto    | Italia           | 89,54  | 11,84 | 12,41 | 13,87 | 9,49  | 11,97 | 15,08 | 14,88 |
| 11   | Tadao Tosa         | Giappone         | 89,10  | 10,88 | 11,05 | 11,21 | 10,20 | 11,59 | 17,16 | 17,01 |
| 12   | Luis Niño          | Messico          | 87,87  | 11,36 | 11,73 | 12,92 | 10,20 | 12,54 | 16,90 | 12,22 |
| 13   | Klaus Dibiasi      | Italia           | 87,68  | 10,08 | 11,90 | 13,87 | 8,71  | 11,78 | 17,04 | 14,30 |
| 14   | Rolf Sperling      | Germania         | 86,98  | 8,96  | 9,69  | 12,54 | 9,30  | 11,97 | 16,32 | 18,20 |
| 15   | Álvaro Gaxiola     | Messico          | 85,78  | 8,96  | 7,99  | 12,73 | 10,05 | 11,21 | 18,20 | 16,64 |
| 16   | Kurt Mrkwicka      | Austria          | 85,72  | 11,68 | 12,41 | 10,64 | 10,95 | 8,55  | 16,08 | 15,41 |
| 17   | Horst Rosenfeldt   | Germania         | 85,66  | 10,24 | 11,39 | 11,97 | 9,60  | 11,78 | 15,34 | 15,34 |
| 18   | Thomas Dinsley     | Canada           | 83,02  | 10,08 | 10,71 | 11,97 | 8,70  | 12,54 | 15,86 | 13,16 |
| 19   | Jose Robinson      | Messico          | 82,42  | 11,04 | 10,20 | 10,07 | 10,05 | 11,78 | 18,36 | 10,92 |
| 20   | Pentti Koskinen    | Finlandia        | 82,00  | 9,76  | 9,35  | 10,83 | 9,30  | 13,49 | 18,20 | 11,07 |
| 21   | Toshio Tamano      | Giappone         | 81,74  | 8,32  | 9,86  | 12,54 | 9,60  | 11,78 | 16,12 | 13,52 |
| 22   | Jerry Anderson     | Porto Rico       | 81,07  | 8,12  | 10,88 | 11,97 | 7,41  | 10,45 | 15,34 | 16,90 |
| 23   | Song Jae-Ung       | Corea del Sud    | 75,10  | 9,28  | 8,84  | 11,59 | 8,45  | 11,40 | 14,26 | 11,28 |
| 24   | Shunsuke Kaneto    | Giappone         | 71,59  | 11,06 | 12,75 | 6,84  | 7,50  | 13,68 | 17,94 | 1,82  |
| 25   | Ansuya Prasad      | India            | 69,04  | 9,60  | 9,69  | 9,88  | 7,50  | 10,83 | 11,22 | 10,32 |
| 26   | Manouchehr Fasihi  | Iran             | 67,20  | 7,42  | 8,67  | 10,45 | 7,02  | 8,46  | 12,42 | 12,76 |
| 27   | Terry Rossiter     | Rhodesia         | 61,06  | 8,80  | 6,80  | 11,40 | 4,65  | 8,93  | 12,42 | 8,06  |

### Finale
| Pos.    | Atleta             | Nazione          | Prelim. | Tuffi | Tuffi | Tuffi | Finale | Totale |
| Pos.    | Atleta             | 1º               | Prelim. | 2º    | 3º    |       | Finale | Totale |
| ------- | ------------------ | ---------------- | ------- | ----- | ----- | ----- | ------ | ------ |
| Oro     | Kenneth Sitzberger | Stati Uniti      | 98,66   | 19,17 | 21,28 | 20,79 | 61,24  | 159,90 |
| Argento | Frank Gorman       | Stati Uniti      | 105,99  | 19,98 | 10,08 | 21,58 | 51,64  | 157,63 |
| Bronzo  | Lawrence Andreasen | Stati Uniti      | 100,31  | 16,24 | 11,88 | 15,34 | 43,46  | 143,77 |
| 4       | Hans-Dieter Pophal | Germania         | 91,16   | 16,10 | 17,64 | 17,68 | 51,42  | 142,58 |
| 5       | Göran Lundqvist    | Svezia           | 91,77   | 16,80 | 18,20 | 11,88 | 46,88  | 138,65 |
| 6       | Boris Polulyakh    | Unione Sovietica | 92,94   | 14,56 | 13,72 | 17,42 | 45,70  | 138,64 |
| 7       | Mikhail Safonov    | Unione Sovietica | 94,06   | 17,82 | 15,12 | 7,00  | 39,94  | 134,00 |
| 8       | Vladimir Vasin     | Unione Sovietica | 91,24   | 15,64 | 14,28 | 12,32 | 42,24  | 133,48 |